# 真実

真実と信念のベン図。重なり合う所が知識である。

真実（しんじつ、希: ἀλήθεια、羅: veritas、英: truth）
- 嘘や偽りでない、本当のこと[1][2]。まこと[1]。真実は事実と同様で、皆が一致する一つの場合もあり、人それぞれに複数存在する場合もあるが、一般的には、他者との関係性を前提に社会で合意して共有できる皆が一致する、より公的で社会性を有する事柄を真実と言う。人間は社会を構成する前提がある社会的動物なのであり、真実は真実でもある事実の提示や自明な範囲で皆で一致し、共有されるべき事が求められる対象であるが、私的かつ個人的な範囲では他者と一致していなくても、その人物の主観という範囲での合意として真実と言えるが、人間が社会的動物として生きると言う前提がある以上、その趣での真実は他者との社会的な関係性の中で個人的な主観が許されない場合は真実とはならず、相手から見れば嘘ともなりえる危険性を孕んでいる。[要出典]。
- （仏教用語）仮（かり）ではないこと[1]。究極のもの[1]。絶対の真理[1][2]。真如（しんにょ）[1][2]。

## 概説
「真実」というのは、嘘や偽りでない、まこと。